# Melat Yisak Kejeta
Melat Yisak Kejeta, née le 27 septembre 1992 en Éthiopie, est une marathonienne et coureuse de cross-country éthiopienne et allemande.

## Carrière
Sous les couleurs de l'Éthiopie, elle remporte le Würzburger Residenzlauf en 2018.
Sous les couleurs de l'Allemagne, elle termine sixième du Marathon de Berlin 2019. Aux Championnats du monde de semi-marathon 2020 à Gdynia, elle est médaillée d'argent en individuel et médaillée de bronze par équipes.